# Asz-Szajch Zuwajjid
Asz-Szajch Zuwajjid (arab. الشيخ زويد; Szejk Zwajid) – miasto w Egipcie, w północno-wschodniej części półwyspu Synaj w muhafazie Synaj Północny w Egipcie, ok. 25 km na wschód od miasta Al-Arisz, ok. 15 km na zachód od granicy z Izraelem i Strefą Gazy i ok. 4 km na południe od wybrzeża Morza Śródziemnego, przy drodze nr 30 z Arisz do Rafah. W północno-wschodniej części miasta znajduje się stadion sportowy.